# کی‌ایچی اوکو
کی‌ایچی اوکو (انگلیسی: Keiichi Oku; ۱۴ اکتبر ۱۹۵۵ – ) موسیقی‌دان اهل ژاپن بود. وی از سال ۱۹۷۹ میلادی تاکنون مشغول فعالیت بوده‌است.